# Austrocarabodes cadeti
Austrocarabodes cadeti är en kvalsterart som beskrevs av Sandór Mahunka 1978. Austrocarabodes cadeti ingår i släktet Austrocarabodes och familjen Carabodidae. Inga underarter finns listade.